# Canon gasífero en Perú
El canon gasífero en Perú es la participación de la que gozan los gobiernos locales y regionales sobre los ingresos y rentas obtenidos por el Estado por la explotación de gas natural y condensados de gas natural en sus jurisdicciones. Este canon fue aprobado mediante la ley n.° 27506, Ley de canon, aprobada por el Congreso de la República el 15 de julio de 2001 y promulgada durante el gobierno de Valentín Paniagua el 9 de julio de 2001. Está conformado por el 50 % del impuesto a la renta obtenida por el estado de las empresas que realizan actividades de explotación de gas natural y del 50 % de las regalías por la explotación de tales recursos naturales.
Durante el 2022 se transfirieron 3135.3 millones de soles producto de este canon. Entre el año 2017 y 2022, representó el 28 % de los montos transferidos entre todos los canon del país. Mientras que el distrito de Megantoni ha recibido más de mil millones de soles principalmente del canon gasífero en ese mismo periodo.
Adicionalmente, es responsabilidad de Perupetro asumir el pago de canon y sobrecanon a los beneficiarios.

## Distribución
De acuerdo a la ley n.° 27506, el canon gasífero se distribuye de la siguiente manera:
- El 10 % va para los gobiernos locales de la municipalidad o municipalidades (municipalidades distritales)
- el 25 % para los gobiernos de la misma municipalidad o municipalidades distritales y provinciales (municipalidades provinciales)
- el 40 % se reparte entre los gobiernos locales ubicados dentro del departamento o departamentos de las regiones (gobiernos departamentales)
- el 25 % para los gobiernos regionales, de este porcentaje el 80% se queda el gobierno regional y el 20% va para las universidades nacionales en su jurisdicción.

## Utilización del canon
Los recursos del canon deben ser utilizados exclusivamente para el financiamiento o cofinanciamiento de proyectos u obras de infraestructura de impacto regional y local, respectivamente, a cuyo efecto establecen una cuenta destinada a esta finalidad. Los gobiernos regionales entregarán el 20 % del total percibido por canon a las universidades públicas de su circunscripción, destinado exclusivamente a la inversión en investigación científica y tecnológica que potencien el desarrollo regional.
Además, los gobiernos locales deben destinar el 30% a la inversión productiva para el desarrollo sostenible de las comunidades donde se explota el recurso natural.

### Modificaciones
Mediante la ley n.° 30848, se modificó el numeral 6.2 del artículo 6 de la Ley 2706, Ley de canon, a fin de que los gobiernos regionales y gobiernos locales, puedan utilizar los recursos del canon en sus respectivas jurisdicciones para el financiamiento de proyectos de vivienda social a través del Programa Techo Propio con el beneficio del Bono Familiar Habitacional (BFH) y el Programa Nacional de Vivienda Rural (PNVR).

## Importancia económica

### La Convención - Cusco
Entre los años 2004 al 2014 se observó una creciente producción de gas natural y líquidos de gas natural en los lotes 56 y 88. Tal es el caso que en la provincia de La Convención, departamento de Cusco, los mayores ingresos provienen de las rentas y regalías de la explotación del gas de Camisea, que, por disposición de la Ley del canon, sólo se pueden utilizar en proyectos de inversión. 
Durante este mismo periodo, el canon gasífero representó la segunda fuente de ingreso por canon más importante del país y su ejecución en este departamento ha sido del 64 %, lo que corresponde a 2893 millones de soles.En los departamentos que han recibido una mayor transferencia por concepto de canon han tenido una menor reducción de la pobreza frente a los que han recibido una menor cantidad de transferencias.Resulta importante mencionar que para el 2014, los recursos del canon gasífero representaban el 93.25 % de todo el presupuesto para la provincia de La Convención.

### Paruro - Cusco
En la provincia de Paruro en Cusco se ha observado que el porcentaje de personas no pobres ha pasado de 76.7 % el 2013 a 78.7 % el 2018; mientras que el porcentaje de los pobres no extremos, se redujo de 23.3 % a 19.1 % entre ambos años. Sin embargo, la pobreza extrema pasó de casi nula a 2.1 % durante ese mismo periodo.
A nivel estadístico, el presupuesto del canon presenta una baja relación con la pobreza en la provincia, ni tampoco tiene un efecto real en el nivel de ingresos ni en el consumo de los hogares de Paruro.